# C. Camill
C. Camill (Pseudonym für Lotte Ochsner; * 2. Dezember 1865 als Lotte Reuter in Thurnau, Bayern; † im 20. Jahrhundert) war eine deutsche Schriftstellerin.

## Leben
C. Camill lebte in München. Sie war Verfasserin von Romanen und Erzählungen.

## Werke
- Der Scheidungsgrund, Berlin 1904
- Ehrvergessen, Berlin 1905
- Matz Eichkatz, Murnau 1906
- Eheirrungen, Dresden 1908
- Eine Erholungsreise, Stuttgart 1910
- Leben, Reutlingen 1912
- Durch Lebensnot, Reutlingen 1923
- Die heiligen Opfer, Enßlin & Laiblin, Reutlingen 1924[2]